# Golgota
Gólgota (Lobanja; tudi Kalvárija) je ime hriba, kjer je bil križan Jezus Kristus. Hrib leži v neposredni bližini Jeruzalema v današnjem Izraelu.
V grški novi zavezi je ta hrib opisan kot »kraj, ki se imenuje Golgota (grško Γολγοθᾶ), kar pomeni ›kraj lobanje‹ (grško Κρανίου Τόπος)« (Mt 27,33). Verjetno gre za hrib, ki so ga v aramejščini imenovali גלגלתא‎ [Gûlgaltâ] = Lobanja. V Vulgati je ime prevedeno v latinščino kot Calvaria - Kalvarija. Besedo kalvarija se danes v slovenščini uporablja tudi kot sinonim za veliko trpljenje.
Po novozaveznih opisih je bila Golgota blizu Jeruzalema, vendar pa zunaj mestnega obzidja. Na Golgoti so Jezusa križali, po smrti na križu pa so ga pokopali v grobnici v neposredni bližini. Cesar Konstantin I. Veliki je v letih 326-335 na kraju, kjer naj bi bil Jezusov grob, postavil Baziliko Svetega groba (Božjega groba). V cerkvi je kup kamnov, ki naj bi bil ostanek griča Golgote, in s to razlago se strinjajo številni obiskovalci pa tudi zgodovinarji.
Obstaja pa tudi druga možna lokacija. Ko je britanski častnik Charles George Gordon v letih 1882-83 služboval v Palestini, je opazil drug zanimiv kraj, ki bi lahko bil Golgota. Kraj leži nekoliko severno od Cerkve svetega groba in zbuja pozornost s svojo obliko: v navpični steni sta dve večji vdolbini in nekaj manjših, kar daje vtis oblike človeške lobanje.
Verniki se spominjajo Jezusove poti na Golgoto v molitvi križevega pota.